# Main Event (système d'arcade)
Pour les articles homonymes, voir Main Event.
Main Event est un système de jeu vidéo d'arcade, créé par la société SNK, et commercialisé en 1984.

## Description
Le Main Event Hardware est un petit système créé par Snk qu'ine connaîtra que deux jeux moyens. Il utilise un Zilog Z80 en tant que cpu central et un second Z80 s'occupe du son. Les puces audio utilisées sont deux General Instrument AY-3-8910 et une puce custom estampillée Namco,.
Le personnage de Main Event est contrôlé par deux joysticks, au lieu d'un classique joystick et des boutons.

## Spécifications techniques

### Processeur
- Processeur central : Zilog Z80 cadencé à 3,36 MHz

### Affichage
- Résolution : 240×216
- Palette couleurs : 288 couleurs

### Audio
- Processeur sonore : Zilog Z80 cadencé à 4 MHz
- Puces audio : 2 × General Instrument AY-3-8910 cadencé à 2 MHz
- Capacités audio : Mono

## Liste des jeux
| Titre          | Développeur | Éditeur | Genre | Année |
| -------------- | ----------- | ------- | ----- | ----- |
| Canvas Croquis | SNK         | SNK     |       | 1985  |
| Main Event     | SNK         | SNK     |       | 1984  |